# Evangelho dos Nazarenos
O Evangelho dos Nazarenos (nazoreanos) é o nome tradicional dado por alguns estudiosos para distinguir algumas das referências ou citações de Evangelhos judaico-cristãos não-canônicos existentes em escritos patrísticos de outras citações que se acredita derivarem de diferentes Evangelhos.

## Nome
O nome Evangelho dos Nazarenos foi usado pela primeira vez em latim por Paschasius Radbertus (790-865) e, na mesma época, por Haimo, embora seja uma progressão natural do que Jerônimo escreveu.
O nome hipotético refere-se a uma possível identificação com a Comunidade Nazarena do período romano da Palestina. É um evangelho hipotético, que pode ou não ser igual, ou derivado do Evangelho dos Hebreus ou do Evangelho de Mateus canônico.
Segundo o livro "O Evangelho Hebraico e o Desenvolvimento da Tradição Sinótica", o título Evangelho dos Nazarenos é um neologismo, pois não foi mencionado nos Catálogos da Igreja Primitiva, nem por qualquer um dos Padres da Igreja. Hoje, tudo o que resta de seu texto original são notações, citações e comentários de vários Pais da Igreja, incluindo Hegesippus, Origen, Eusébio e Jerônimo.
O Evangelho dos Nazarenos tem sido o assunto de muitas discussões críticas e suposições ao longo do último século. Discussões recentes em um crescente corpo de literatura lançaram considerável luz sobre os problemas relacionados a este evangelho. Suas únicas referências literárias são breves citações encontradas na literatura patrística e citações dos Padres da Igreja. Isso tem grande significado, porque a alta crítica argumenta que o Evangelho de Mateus canônico não é uma reprodução literal do autógrafo original de Mateus, mas sim a produção de um redator desconhecido, composto em grego póstumo para Mateus. Isso se alinha com a avaliação de Jerônimo, na qual ele afirmou: "Mateus, também chamado de Levi, apóstolo e ex-publicano, inicialmente compôs um evangelho de Cristo publicado na Judeia, em hebraico, por causa daqueles da circuncisão que creram, mas isso foi posteriormente traduzido para o grego, embora seja incerto por qual autor".

## Nazarenos
O termo Nazareno foi aplicado a Jesus de Nazaré (Evangelho de Mateus 2:23). A menção de uma "seita dos nazarenos" ocorre primeiro com Tertullus (Atos 24: 5). Depois de Tertulo, o nome não aparece novamente, exceto por uma referência pouco clara em Eusébio "Onomasticon", até que um nome semelhante, "Nazoreanos", seja distinguido por Epifânio em seu Panarion no século IV.
Foi o termo usado para identificar a predominantemente seita Judaica que acreditava que Jesus era o Messias. Quando esta seita se ramificou no mundo Gentio, eles se tornaram conhecidos como Cristãos.
Por volta do século IV, os nazarenos são geralmente aceitos como sendo os primeiros cristãos que aderiram à lei mosaica que foram liderados por Tiago, o Justo, o irmão de Jesus.Tradicionalmente ele liderou a Igreja de Jerusalém e de acordo com 1 Coríntios (15:7) teve uma aparição da ressurreição de Jesus especial, e somente “então, a todos os apóstolos”.